# 北風小僧
北風小僧（きたかぜこぞう）は、2006年10月7日から2008年3月29日まで、Date fmをキー局に、エフエム青森、エフエム秋田、エフエム岩手、エフエム山形、ふくしまFMの東北6県で放送されていたラジオ番組である。

## 概要

### 放送時間
- 毎週土曜 20:00 - 20:55
  - エフエム青森のみ毎週土曜 21:00 - 21:55
  - エフエム岩手は2007年4月1日まで毎週日曜 21:00 - 21:55の放送。

### 番組内容
- 基本的にパーソナリティ同士のトーク中心で進行される。
- 番組後半には、安部が東北各地でレポートした模様を放送するコーナーが（但し、安部の番組卒業に伴い、コーナーも終了）、またリスナーが録音して投稿した音を紹介する「色んな音」のコーナーがある
  - 「色んな音」のコーナーは、当初はリスナー投稿が無く、スタッフが録音してきた音や、小橋が録音してきた札幌市時計台の鐘の音を紹介することもあった。
- 2007年9月頃から、番組の締めに鈴井が物真似を披露する
  - これは、パーソナリティ3人が盛岡市でわんこそば対決を行い、最下位だった鈴井が罰ゲームとして物真似をやることになったため（ちなみにトップだったのは小橋）。この対決の模様は、2007年8月5日に放送された
- トークの合間に曲を流されるが（1回の放送で、概ね3・4曲）、その内の1曲は必ずと言っていいほど、北海道・東北地方で活躍するインディーズバンドの曲を流す

### 番組スポンサー
- 「LAWSON presents」と銘打たれ、開始から2006年12月まではローソンの1社提供であったが、2007年1月からは仙台の子供服店「ベリーズベリー」が新たにスポンサーに加わっている。
- 2007年7月7日放送分からの一時期にはキリンビバレッジが、2007年8月の短期間のはタマホームも、スポンサーに加わっていたスポンサーに加わっていた。

### その他
- 鈴井は従前からテレビ・ラジオを問わず東北地方のローカル番組へのゲスト出演が多かったが、レギュラーを受け持つのはこの番組が初めて。また小橋も、東北地方でのレギュラー番組を受け持つのは初めてである。

## パーソナリティー
- 鈴井貴之
- 小橋亜樹
- 安部香里（アシスタント兼レポーター）

結婚のため、10月20日放送分を以て番組を卒業